# Algímia d'Alfara
Algímia d'Alfara (nom officiel depuis le 4 mai 2018, ; en castillan : Algimia de Alfara), est une commune d'Espagne de la province de Valence dans la Communauté valencienne. Elle est située dans la comarque du Camp de Morvedre et dans la zone à prédominance linguistique valencienne.

## Géographie

Localisation d'Algímia d'Alfara
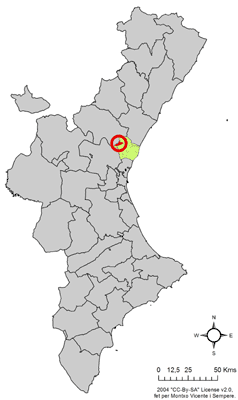
dans la Communauté valencienne.
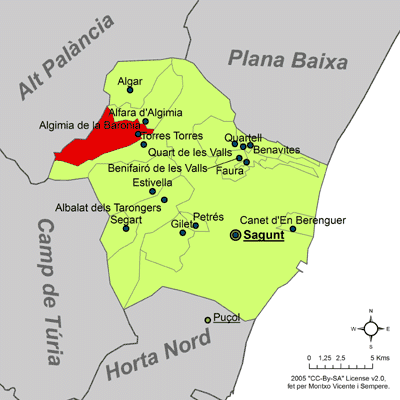
dans la comarque du Camp de Morvedre.